# Kleinbösingen
Kleinbösingen (fr. Petit-Basens) – gmina (fr. commune; niem. Gemeinde) w Szwajcarii, w kantonie Fryburg, w okręgu Lac. Leży nad rzeką Sarine.

## Demografia
W Kleinbösingen mieszka 699 osób. W 2020 roku 7,3% populacji gminy stanowiły osoby urodzone poza Szwajcarią.

## Transport
Przez teren gminy przebiega droga główna nr 177. 